# Casaleggio Novara
Casaleggio Novara es una localidad y comune italiana de la provincia de Novara, región de Piamonte, con 914 habitantes.

## Evolución demográfica
| Gráfica de evolución demográfica de Casaleggio Novara entre 1861 y 2001 |
|                                                                         |
| Fuente ISTAT - elaboración gráfica de Wikipedia                         |